# 爆肚

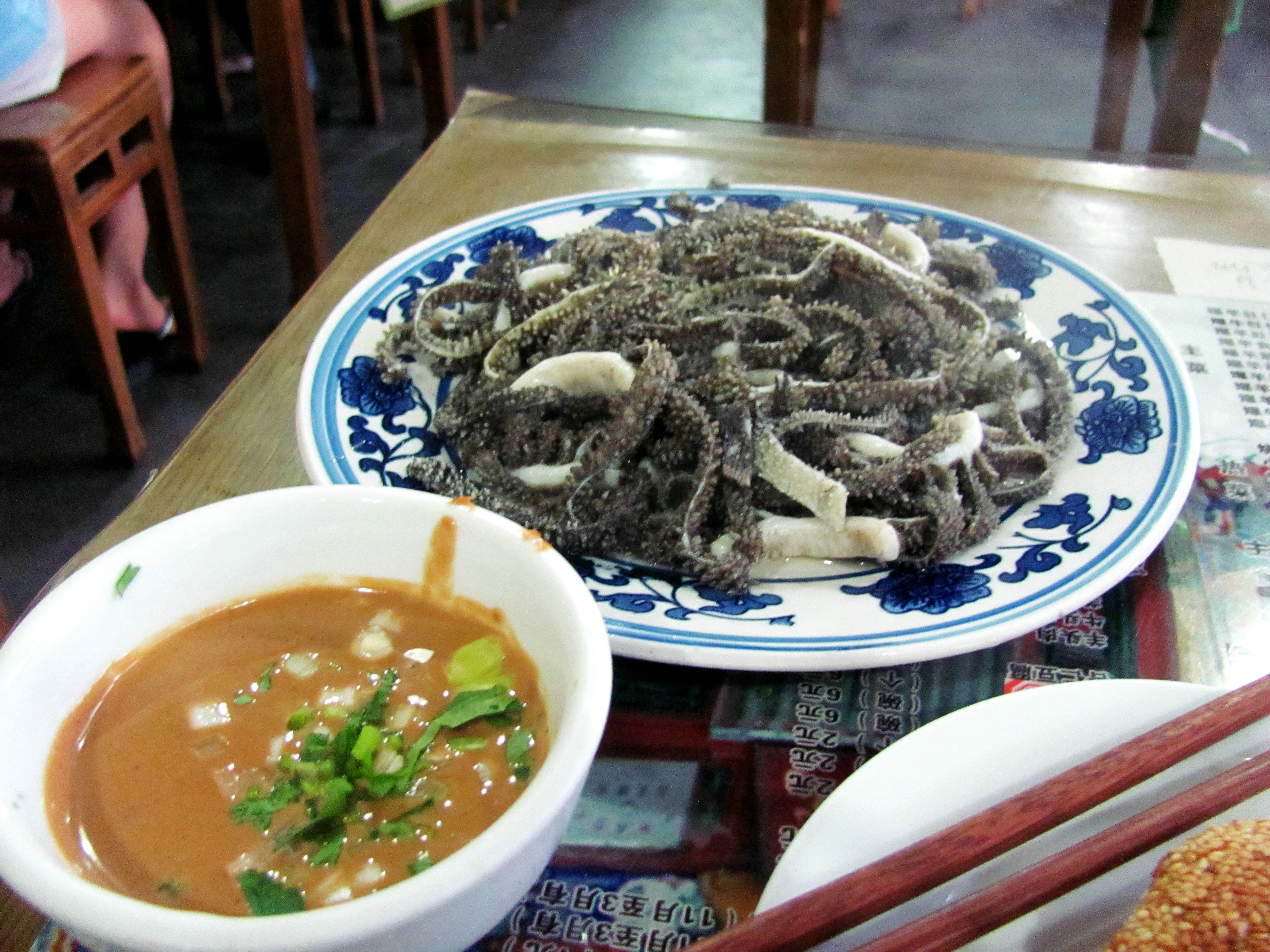
北京爆肚张

爆肚是一种由新鲜牛羊胃部制成的中国小吃，在北京、天津、河北等北方地区较为流行。其具体做法是将切细的牛羊胃脏各部位在沸水、热油或热汤中烹熟，并就着芝麻酱、黑醋、葱花、辣椒油等蘸料食用。
爆肚根据材料不同分为牛肚和羊肚两大类，根据制作方法不同分为水爆、油爆、汤爆、芫爆等等。北京、天津和河北以水爆为主。

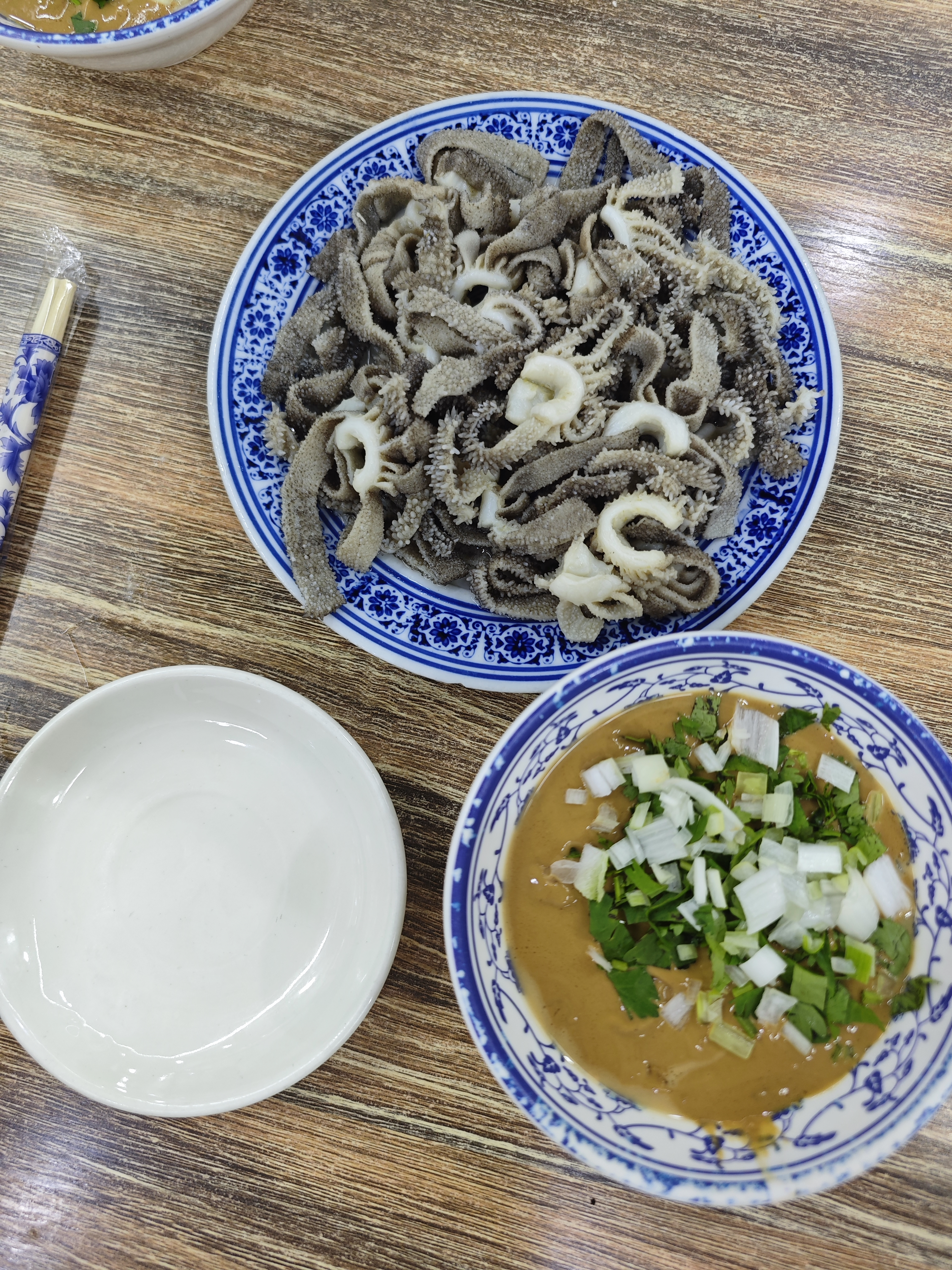
老爆肚满店铺提供的爆肚

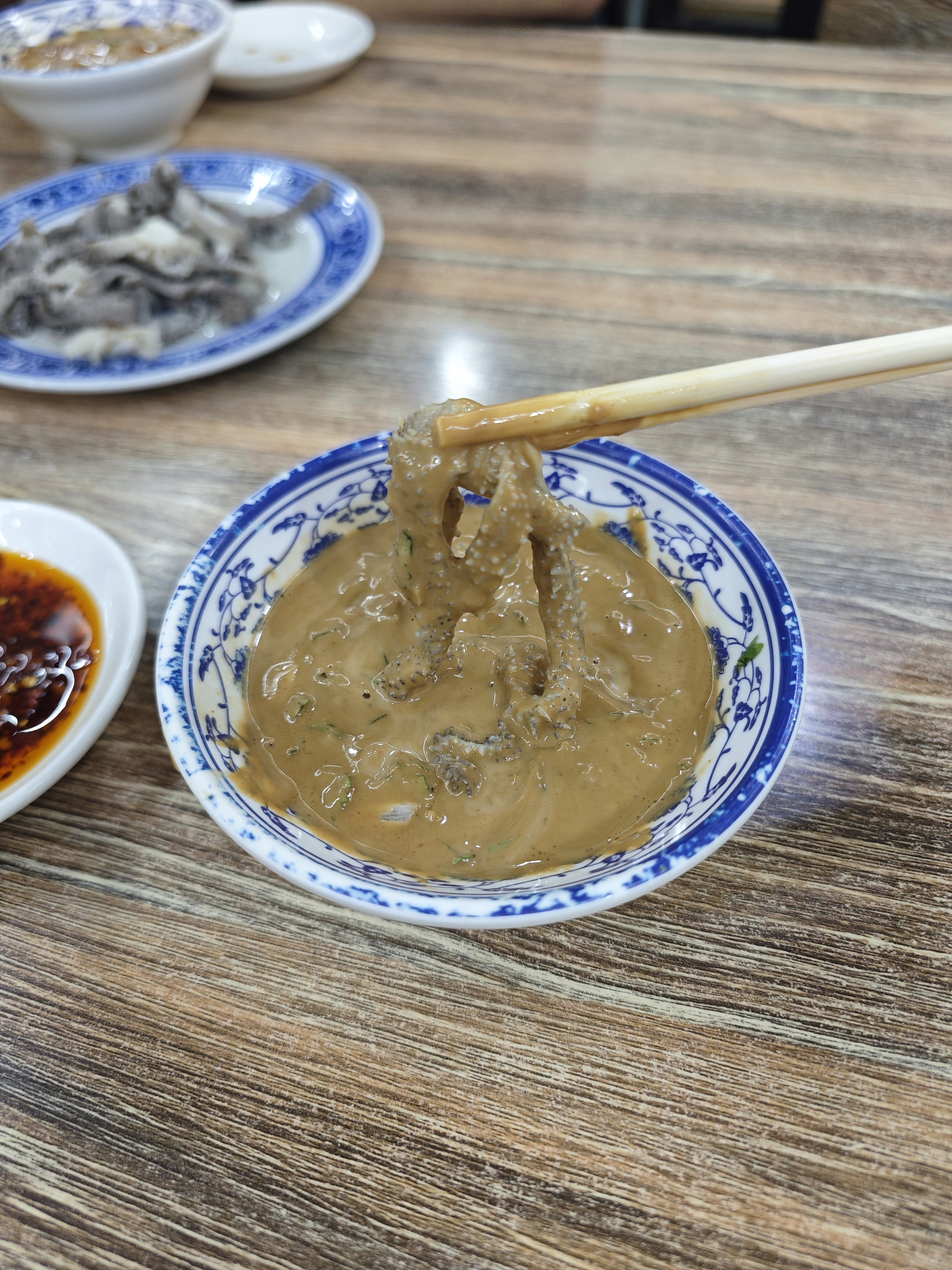
沾了麻酱的爆肚

## 制作方法
爆肚使用新鲜的牛、羊的胃，不经冷冻。将鲜肚仔细洗净后，根据部位不同进行分割，切成条状，片状或圈。
水爆
要求水旺火旺，根据部位不同，在滚水之中汆多则10几秒，少则只有几秒，捞出后蘸調味料食用。水爆不需将肚完全烫熟。調味料一般由芝麻酱，韭菜花，酱豆腐、醋，虾油，蒜汁、葱、香菜。
油爆
油爆肚在鲁菜中有类似做法，用水烫过肚后再用油爆炒。
汤爆
先用水焯过肚片，然后再烧制牛肉高汤冲泡肚片，类似于肚丝汤。
芫爆
在烹制时要加入香菜而得名，常被误写为盐爆。

## 爆肚部位分类

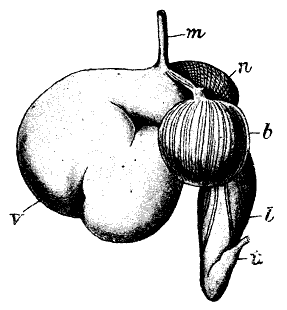
反刍动物的胃，m—食信，v—肚板（含肚领、肚仁），n—葫芦/金钱肚，b—羊散丹/牛百叶，l—蘑菇，t—小肠开端

根据材料不同，爆肚分为牛肚和羊肚两大类。

### 羊肚
羊肚可用来爆的部位有9种：
- 食信 : 食道，口感较硬，不易嚼烂。

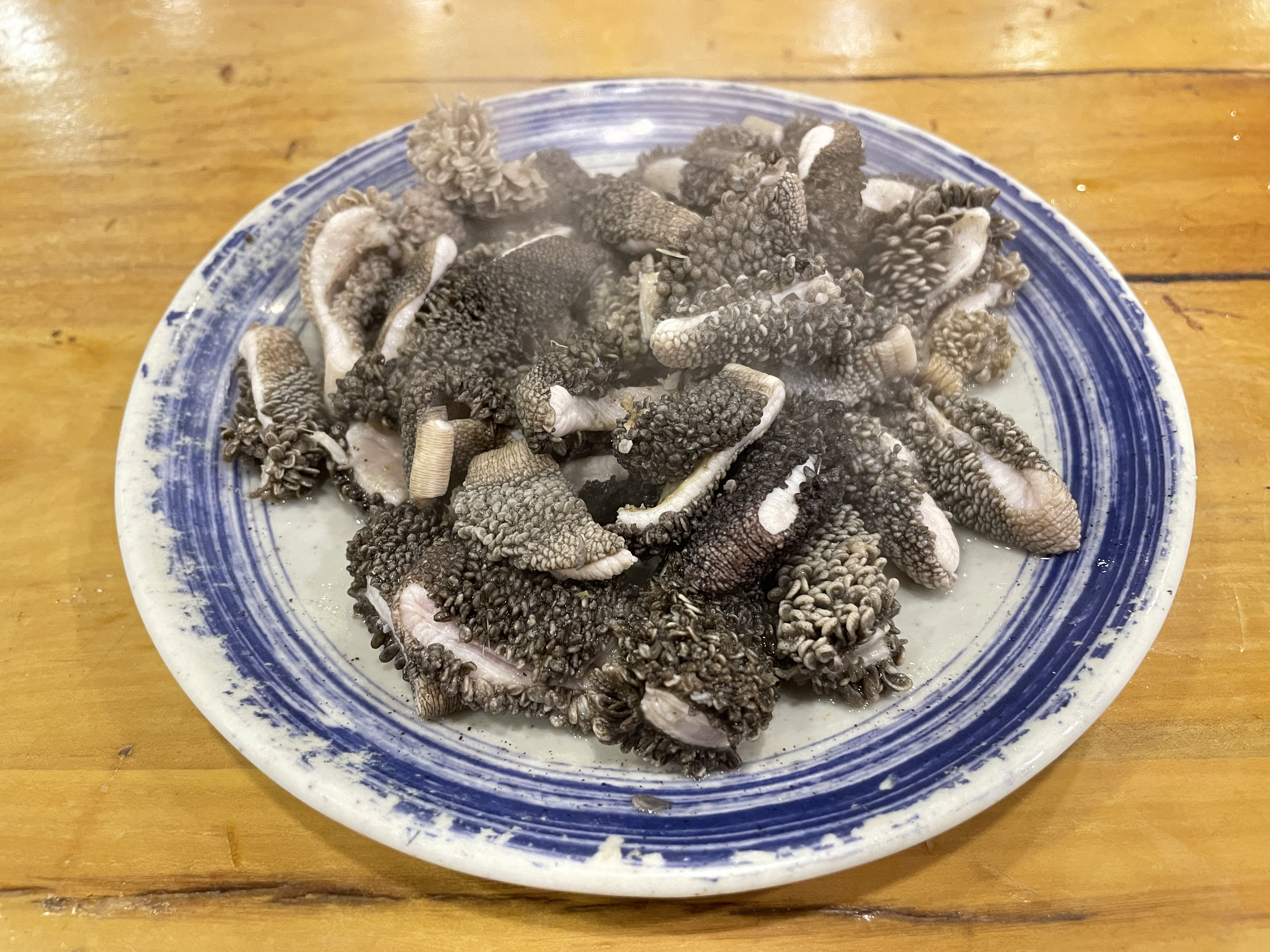
羊肚领

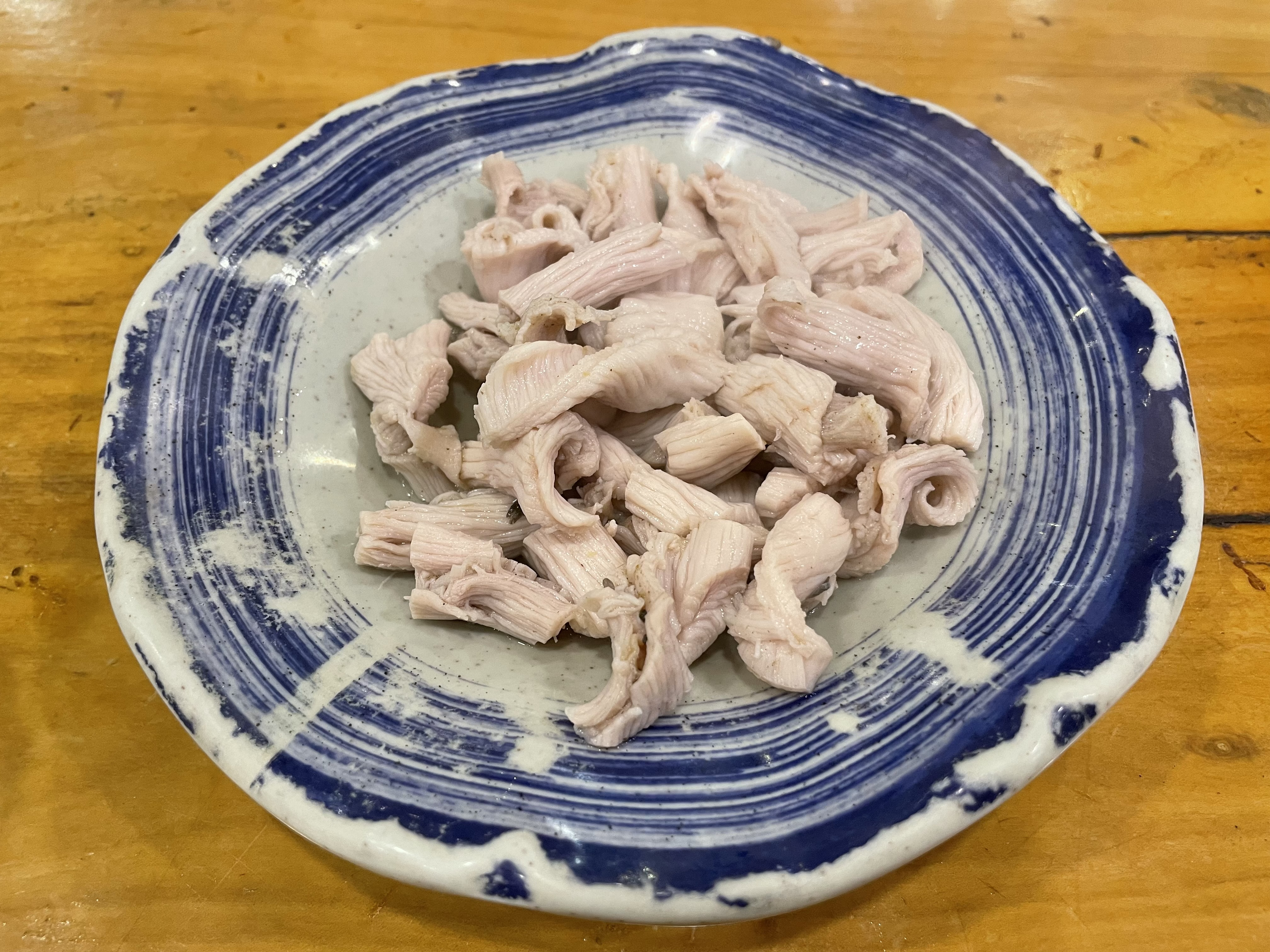
羊肚仁

- 肚板 : 瘤胃，一般仅有这个部位切方片。口感较脆，味厚，不易嚼烂。

- 肚领 : 瘤胃上的一条隆起，肉厚，口感脆嫩，在食客中人气很高。

- 肚仁 : 将肚领的皮去掉，留下的白嫩部位。口感最为细嫩，是爆肚中最名贵的部分，价格也是一般爆肚的2-3倍。

- 肚芯 : 肚板內側，也稱肚板芯，口感老嫩適中。

- 葫芦 : 蜂巢胃，一般切短条。口感硬且有特殊味道，最难嚼烂。如果火候稍过便完全无法嚼动。

- 散丹 : 重瓣胃，相当于牛百叶。口感较平均，口感脆嫩。

- 蘑菇 : 皺胃，一般切圈，嫩白色，口感较韧。由于靠近消化道的下端，蘑菇有其特殊的味道。

- 蘑菇头 : 蘑菇的末端部分，比蘑菇味道更浓，口感更韧。由于出产量小，要6-7只羊才能凑齐一盘，在各家店里最难见到。规模小的爆肚店基本没有。

### 牛肚
因为肉质较老，牛肚可用来爆的部位只有4种：
- 肚仁 : 口感脆嫩，价格较高。

- 百叶 : 最常见的爆肚，口感脆嫩。

- 百叶尖 : 也叫百叶头。口感比百叶厚实，只有较短或根本没有絮状突起。

- 厚头 : 牛肚中肉质最老最厚。

北京各爆肚店的分类方法各有差异。有甚者分类达到10几类，但是一些部位因为缺货或者食客不多，店家无法提供，可能仅有2、3种，甚至只有水爆百叶的情况。
食信，肚板，蘑菇，葫芦这四样爆肚由于味道浓郁，口感耐嚼甚至完全无法嚼烂，被一些嗜好爆肚的食客称为“羊四样”，反而被爱好者们所推崇。

## 爆肚店
爆肚店的传承不甚严格，一些老店甚至出现了乱立门户的现象。由于受众有限，大多数的爆肚店基本还维持着家庭作坊的规模。
典型的爆肚店也常常提供一些清真菜食品，例如烧饼、杂碎汤、烧羊肉、羊蹄等。通常也会供應本地的烈性酒，如二锅头等等。

## 历史沿革
现在一般认为爆肚出现于清朝。但也有专家说在汉代的文献记录里就有了“瀹腹”这一称谓，这是后来爆肚的雏形。

## 名人轶事
据说当年梁实秋先生留学美国，心中最念念不忘的就是爆肚。待他学成回国，居然连家也顾不上回，把行李寄存在车站，先跑到馆子里要了三个爆肚，盐爆（芫爆）、油爆、汤爆各一份，酒足饭饱之后，这才起驾回家。梁先生认为这顿饭是“平生快意之餐，隔五十年犹不能忘”。